# Der große Krieg in Deutschland

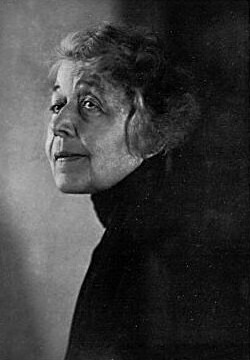
Ricarda Huch (Foto: Wanda von Debschitz-Kunowski, vor 1930)

Der große Krieg in Deutschland ist ein Prosawerk der deutschen Schriftstellerin Ricarda Huch (1864–1947). Es erschien in drei Bänden zwischen 1912 und 1914 im Leipziger Insel-Verlag. Unter dem Titel Der Dreißigjährige Krieg wurde es in gestraffter Fassung neu aufgelegt.
Das umfangreiche Werk gilt als ein Hauptwerk der deutschen Dichterin. Die Handlung umfasst auf mehr als 1500 Seiten eine Spanne von rund sieben Jahrzehnten und beleuchtet die Zeit vor und während des Dreißigjährigen Krieges. Sein Aufbau in kurzen Episoden lässt es in der Literaturkritik weder als historischen Roman noch als wissenschaftliches Werk gelten.

## Inhalt der drei Bände
Der erste Band ist als Das Vorspiel betitelt und beleuchtet die Zeit zwischen 1585 und 1620 im Heiligen Römischen Reich deutscher Nation. Die Handlung ist stark auf den religiösen Hintergrund des Krieges zentriert. Zum Ende hin kulminiert die Handlung im zweiten Prager Fenstersturz und endet mit der Hinrichtung der böhmischen Adeligen, die sich gegen den Kaiser verschworen hatten.
Der zweite Band, Der Ausbruch des Feuers. 1620–1632, fokussiert auf den Konflikt zwischen dem kaiserlichen Feldherrn Wallenstein und dem Schwedenkönig Gustav Adolf. Am Ende stehen die Schlacht bei Lützen, in der Gustav Adolf fällt, die Ahnung, dass auch Wallensteins Stern „nach einer Weile unordentlichen Flimmerns taumeln und gänzlich erlöschen wird“, und eine Szene, in der Heinrich Schütz davor steht, angesichts des Grauens des Krieges die Klage vor Gott in Musik zu fassen.
Der dritte Band, Der Zusammenbruch. 1633–1650, schildert das durch den Krieg völlig zermürbte, verarmte und ausgeblutete Deutschland. Die geschichtliche Erzählung endet zwei Jahre nach dem Westfälischen Frieden und zwar mit einer am Ostersonntag 1650 am Rande des Schlachtfeldes der Schlacht bei Lutter spielenden, durch Zeit und Ort symbolischen Einzelszene. Der lutherische Pfarrer, Christian Hohburg, verzeiht dem katholischen Mörder seiner Tochter; die Katholiken nehmen aus der Hand eines Protestanten das Abendmahl: Ein Auferstehungsfest als „Zeichen des endlich aufgerichteten Friedens“.

## Ausgaben

### Vollständige Ausgaben
- Erstausgabe in drei Bänden unter dem Titel Der große Krieg in Deutschland. Insel-Verlag, Leipzig 1912–1914.
  - Band 1: Das Vorspiel. Insel-Verlag, Leipzig 1912 (Digitalisat im Internet Archive).
  - Band 2: Der Ausbruch des Feuers. 1620–1632. Insel-Verlag, Leipzig 1912 (Digitalisat im Internet Archive).
  - Band 3: Der Zusammenbruch. 1633–1650 Insel-Verlag, Leipzig 1914 (Digitalisat im Internet Archive).
- Ausgabe in zwei Bänden unter dem Titel Der Dreißigjährige Krieg. Insel-Verlag, Leipzig 1937.

### Gekürzte Ausgaben
- in einem Band unter dem Titel Der große Krieg in Deutschland. Insel-Verlag, Leipzig 1929.
- in zwei Bänden unter dem Titel Der Dreißigjährige Krieg. Insel-Verlag, Leipzig 1952.
- in einem Band unter dem Titel Der Dreißigjährige Krieg. Insel-Verlag, Frankfurt am Main 1962.
- in zwei Bänden unter dem Titel Der Dreißigjährige Krieg. Insel Taschenbuch, Frankfurt am Main 1974, Band 1: ISBN 3-458-01722-4, Band 2: ISBN 3-458-01723-2.
- in einem Band unter dem Titel Der Dreißigjährige Krieg. 4. Auflage. Insel-Verlag, Frankfurt am Main/Leipzig 1997, ISBN 3-458-31722-8.
- in der Fassung von Christfried Coler unter dem Titel: Der Dreißigjährige Krieg. In: Walter Jens, Marcel Reich-Ranicki (Hrsg.): Bibliothek des 20. Jahrhunderts. Deutscher Bücherbund, Stuttgart 1990.